# Томас Беренд
Томас Беренд (нім. Tomas Behrend; нар. 12 грудня 1974) — колишній німецький тенісист.
Найвищу одиночну позицію світового рейтингу — 74 місце досяг 3 жовтня 2005, парну — 43 місце — 15 жовтня 2007 року.
Найвищим досягненням на турнірах Великого шолома було 2 коло в одиночному розряді.

## Титули в одиночному розряді
| Легенда (одиночний розряд) |
| Великий шлем (0)           |
| Серія Мастерс ATP (0)      |
| Тур ATP (0)                |
| Челлендери (7)             |
| Ф'ючерси (1)               |

| Ранг | Дата | Турнір        | Покриття | Суперник         | Рахунок            |
| 1.   | 1998 | Німеччина F13 | Ґрунт    | Мехді Тахірі     | 6–3, 7–6           |
| 2.   | 1998 | Будва         | Ґрунт    | Фредрік Юнссон   | 3–6, 6–3, 6–2      |
| 3.   | 2002 | Софія         | Ґрунт    | Вернер Ешауер    | 6–0, 6–3           |
| 4.   | 2003 | Санремо       | Ґрунт    | Вернер Ешауер    | 6–4, 6–2           |
| 5.   | 2003 | Вайден        | Ґрунт    | Б'єрн Фау        | 2–6, 6–4, 6–1      |
| 6.   | 2004 | Кіш (острів)  | Ґрунт    | Матьє Монкур     | 7–6(7–3), 6–1      |
| 7.   | 2005 | Сантьяго      | Ґрунт    | Адріан Гарсія    | 7–6(7–3), 4–6, 6–2 |
| 8.   | 2005 | Ольбія        | Ґрунт    | Алессіо ді Мауро | 6–4, 7–6(7–3)      |